# Ywen Smock
Ywen Smock (Cayena; 29 de septiembre de 1996) es un jugador de baloncesto francés que actualmente se encuentra sin equipo. Con 2,04 metros de altura juega en la posición de ala-pívot.

## Trayectoria Profesional

### CFBB
Formado en la cantera del Cholet Basket, pasó tres años cedido (2011-2014) en el CFBB de la Nationale Masculine 1 (3ª división francesa).
En su primera temporada (2011-2012), jugó 2 partidos de liga con un promedio de 1 puntos y 3 rebotes en 11,5 min.
En su segunda temporada (2012-2013), jugó 26 partidos de liga y 3 del Adidas Next Generation con el INSEP, promediando en liga 6,2 puntos y 3,5 rebotes en 21,3 min, mientras que en el Adidas Next Generation promedió 10,3 puntos (60 % en tiros libres), 5 rebotes y 2,3 tapones en 26,2 min.
En su tercera y última temporada (2013-2014), jugó 29 partidos de liga y 5 del Adidas Next Generation con el INSEP, promediando en liga 7 puntos, 5 rebotes, 1,3 asistencias y 1,3 tapones en 24,6 min, mientras que en el Adidas Next Generation promedió 8,4 puntos, 6 rebotes, 2,8 asistencias y 3,2 tapones en 27,5 min.
Disputó un total de 55 partidos de liga y 8 de Adidas Next Generation con el centro de formación entre las tres temporadas, promediando en liga 4,7 puntos y 3,8 rebotes en 19,1 min de media, mientras que en el Adidas Next Generation promedió 9,3 puntos, 5,5 rebotes, 1,5 asistencias y 2,7 tapones en 26,8 min de media.

### Cholet Basket
Regresó al Cholet Basket para la temporada 2014-2015, donde permanece actualmente.
Jugó 2 partidos con el primer equipo en la temporada 2015-2016 (1 punto en un total de 2 min).

## Selección francesa
Jugó con las categorías inferiores de la selección francesa el Europeo Sub-16 de 2012, celebrado entre Ventspils, Letonia y Panevezys y Vilnius, Lituania, donde Francia ganó la medalla de plata tras perder en la final por 61-66 contra la selección de baloncesto de Turquía, el Europeo-Sub-18 de 2013, celebrado entre Liepāja, Riga y Ventspils, Letonia, donde Francia acabó en 7ª posición y el Europeo Sub-18 de 2014, celebrado en Konya, Turquía, donde Francia acabó en 9.ª posición.
En el Europeo Sub-16 de 2012 disputó 9 partidos con un promedio de 3,3 puntos y 3,7 rebotes en 14,2 min de media.
En el Europeo Sub-18 de 2013 disputó 9 partidos con un promedio de 14,7 puntos (57,1 % en tiros de 2 y 69 % en tiros libres), 4,9 rebotes y 1,2 asistencias en 26,2 min de media. Fue el máximo anotador de su selección.
Finalizó el Europeo Sub-18 de 2014 con el 2º mejor % de tiros de campo (57,1 %) y el 6 mejor % de tiros de 2 y fue el 12º máximo anotador, el 1º en tiros de 2 anotados por partido (6,2) y el 5º en tiros de campo anotados por partido (6,2).
En 2014 también disputó el Torneo Albert Schweitzer (2 partidos con un promedio de 2,5 puntos (50 % en tiros de 2) y 1,5 rebotes en 6 min de media.)